# Plebicula escherinus
Plebicula escherinus är en fjärilsart som beskrevs av Rowland och Brown 1909. Plebicula escherinus ingår i släktet Plebicula och familjen juvelvingar. Inga underarter finns listade i Catalogue of Life.